# Covid-19-pandemin i Danmark
Covid 19 pandemin i Danmark var en del av den golbala pandemin. den 27 februari bekräftades första fallet i landet. Redan knappt två veckor senare införde Mette Fredrikssons regering stora restriktioner. Danmark använde sig av nedstängning av  stora delar av samhället och lyckades begränsa smittspridningen. Efter sommaren 2020 tog smittspridningen ny fart hösten 2020. Danmark valde en strategi med att testa mycket för sjukdomen. Antalet sjukdomsfall i pandemin har därför mer tillförlitliga siffror i Danmark än i de övriga nordiska länderna. I Danmark testades befolkningen 7 gånger per person under pandemin medan Sveriges befolkning bara testade i genomsnitt 1,2 gånger. Efter att befolkningen i Danmark hade vaccinerats under 2021 avvecklades restriktionerna helt i början av 2022. Då sjukdomsfallen når över 40 000 per vecka men sjukvården trots denna stora smittvåg inte belastas så hårt avvecklar Danmark sin restriktioner. Som framgår av statistiken är det under 2022 som Danmark har flest dödsfall av Covid-19 i landet med över 4000 dödsfall.  Redan i april 2022 avbryter Danmark, som första landet i världen sitt COVID-19-vaccinationsprogram för hela befolkningen. Från oktober 2022 rekommenderar de danska hälsomyndigheterna en boosterdos till personer som är 50 år och äldre, samt till utvalda riskgrupper men inte till hela befolkningen.

## Pandemins utveckling i Danmark under 2020

### Smittan sprider sig till Danmark
I slutet av januari och början av februari evakuerades danska medborgare från Kina. Alla placerades i karantän men ingen var smittad. I slutet av februari testade tre män positivt för viruset. Den 27 februari 2020 bekräftade Danmark sitt första fall en skidturist som varit i Lombardiet i Italien. Nästa dag testade ytterligare en man i Köpenhamn positivt.  Även han hade åkt skidor i Italien men två veckor tidigare. Den 29 februari inträffade tredje fallet i Århus som troligen smittades vid en medicinsk konferens i Tyskland. Under mars ökade antalet positiva fall. Den 4 mars var det totala antalet bekräftade fall femton. Den 7 bekräftades sex nya fall.  De flesta danskar hade fortfarande smittats utomlands, och de hade smittat några personer i Danmark. Smittade personer i Danmark med okänd smittkälla hade ännu inte registrerats. Den 9 mars registrerades 53 nya bekräftade fall. Alltså fler än hälften av det totala antalet i Danmark som samma dag var 90. Degen efter den 10 mars konstaterades 172 nya fall. Den 11 mars registrerades 252 nya fall åter en fördubbling. Fortsatt hade Danmark bara tio patienter på sjukhus, inklusive två på intensivvård men smittspridningen var utom kontroll. Statsminister Mette Frederiksen tillkännagav stora restriktioner den 11 mars och bad danskarna att agera med en känsla av kollektivt ansvar och gemenskap inför kommande svårigheter. Medan många tidiga fall var relaterade till personer som återvände från skidsemester i norra Italien, var många fall som upptäcktes senare relaterade till personer som återvände från skidsemester i Tyrolen i Österrike.  En 80-årig man med hjärtsjukdom hade fått en hjärtinfarkt och sedan dött i Nordjylland. Myndigheterna räknade det som det första dödsfallet relaterat till COVID-19 i Danmark. Den 13 mars var 23 på sjukhus, inklusive 4 på intensivvård.

### Danska myndigheter beslut
Enligt den danska hälsomyndighetens riktlinjer i början av pandemin placerades alla smittade personer som inte har några eller milda symtom och inte anses vara särskilt sårbara i hemkarantän med daglig kontakt från vårdpersonal. Alla som har varit i nära kontakt med någon som är känd för att vara smittad med SARS-CoV-2 placeras också i hemkarantän. Den 2 mars var 122 personer i hemkarantän i Danmark eftersom de hade varit i kontakt med en smittad person i Danmark eller utomlands. Den 12 mars hade detta ökat till 1366 i Danmark och 31 på Färöarna. Antalet förväntades öka ytterligare till följd av nya fall av covid-19. Om det skulle bli nödvändigt hade varje region sina egna anläggningar för karantän av minst tusen personer, och om inneslutningen av SARS-CoV-2 genom normal isolering misslyckas kan mer drastiska åtgärder genomföras med hjälp av epidemilagen.
Den 3 mars krävde den danska regeringen att all vårdpersonal (förutom vårdhemsanställda) som hade rest till en högriskregion skulle sätta sig i karantän i 14 dagar efter att ha återvänt till Danmark. Detta gjordes för att minska risken för att utsatta människor smittas.  Från och med den 9 mars inkluderade listan över högriskregioner Kina, en del av Sydkorea, Iran, Italien och den österrikiska delstaten Tyrolen. Andra personer som hade besökt dessa högriskområden avråddes från att besöka sjukhus eller vårdhem i 14 dagar efter att ha återvänt till Danmark (och personer som misstänkte att de hade smittats uppmanades att ringa sin personliga läkare eller jourhavande läkare, och det rekommenderades - men krävdes inte - att de också stannar hemma från jobbet i 14 dagar.  Denna rekommendation stöddes av arbetsgivarorganisationerna i landet, såsom Dansk Industri och Dansk Handelskammare. Utlänningar som anländer till Danmark från en högriskregion uppmanades av myndigheterna att följa samma riktlinjer som danskar, och platser för karantän gjordes tillgängliga för personer som inte redan hade en lämplig vistelseort. Från och med den 9 mars fick passagerare på flyg som startade i en högriskregion inte tillgång till danska flygplatsbyggnader, utan hämtades i stället direkt från planet och transporterades med specialbussar som kunde köra dem till deras hem eller annan karantänort. Från och med den 11 mars ställdes alla flygningar från högriskregioner in. Posttjänsten avbröt internationell post utanför Europeiska unionen till alla utom 17 länder på grund av brist på transport och avbröt insamling av underskrifter vid leverans.
Inledningsvis rekommenderade myndigheterna starkt att alla evenemang med mer än tusen personer skulle ställas in eller skjutas upp, men den 11 mars sänktes gränsen till hundra personer.  Denna rekommendation omfattade mars, men kunde förlängas vid behov. Fotboll inklusive danska Superligaen)och handboll spelades utan åskådare eller inställdes, Dansk Melodi Grand Prix hade ingen publik, konserter och konferenser ställdes in eller sköts upp. Folketinget ställde in några av sina ordinarie möten och utfrågningar, och vid omröstning kommer ett clearingsystem att användas för att undvika att ha mer än 95 ledamöter i huvudkammaren samtidigt. Den 10 mars rekommenderade myndigheterna att personer som använder kollektivtrafik försöker minska sina resor under rusningstid, uppmuntrade dem dessutom att gå eller cykla kortare sträckor istället om möjligt och avrådde alla personer som känner sig sjuka på något sätt eller misstänker att de kan ha smittats mot att använda kollektivtrafik. I ett försök att öka utrymmet mellan personer som använder kollektivtrafik lades fler bussar och tåg till tidtabellerna, och det fanns strängare gränser för antalet passagerare som tillåts i varje. Från och med den 12 mars var alla intercity-tågresor begränsade till personer med platsreservationer.

### Nedstängning av anläggningar: Lockdown
Statsminister Mette Frederiksen tillkännagav den 11 mars omfattande åtgärder för att begränsa spridningen av viruset. Från och med den 16 mars stängdes offentliga skolor och universitet till en början i två veckor. Från och med den 13 mars 2020 ska alla anställda inom offentlig sektor som inte innehaft kritiska funktioner inte längre dyka upp på jobbet och om möjligt arbeta hemifrån. Anställda inom den privata sektorn uppmanades att arbeta hemifrån eller ta semester om det var möjligt. Alla offentliga kulturinstitutioner har också tillfälligt stängts i två veckor. Det meddelades också att användningen av kollektivtrafiken skulle minskas och att besök på sjukhus och vårdhem skulle begränsas. Sammankomster med fler än 100 personer i byggnader förbjöds enligt en undantagslag.
Detta följdes den 17 mars 2020 av ett beslut från den danska regeringen om att förbjuda sammankomster på offentliga platser med fler än 10 personer. Köpcentrum, idrottsplatser, restauranger, kaféer och andra platser med nära kontakt mellan människor stängdes också. Inga förbud har införts för privata utrymmen, men statsminister Mette Frederiksen uppmanade människor att sluta träffas även i hemmen. Krav ställdes på de butiker som fortfarande var öppna att det skulle finnas tillräckligt med utrymme och att kunderna kunde tvätta händerna. Frederiksen beskrev att ett allmänt utegångsförbud som inte nödvändigt vid denna tidpunkt.
Den 13 mars 2020 beslutade den danska regeringen och hälsomyndigheterna att begränsa den allmänna sjukhusverksamheten för att prioritera covid-19-patienter. Patienter med sjukdomar som inte är akuta och livshotande behandlades därför inte längre under epidemin.Detta för att förhindra infektioner i vården och minska bördan för hälso- och sjukvårdspersonalen.
Från och med den 13 mars 2020 beordrades alla som arbetar inom icke-väsentliga funktioner inom den offentliga sektorn att stanna hemma i två veckor. I den privata sektorn uppmanades arbetsgivarna av myndigheterna att låta sina anställda stanna hemma under samma period och arbeta hemifrån om möjligt. Detta gällde inte funktioner som är väsentliga för samhället såsom apoteksarbetare och personer som arbetar med försäljning av livsmedel och underhåll av kritisk infrastruktur. Samma dag stängdes all gymnasieutbildning (som gymnasier), universitet, bibliotek, inomhuskulturinstitutioner och liknande platser, inledningsvis i två veckor. Från och med den 16 mars stängdes också alla grundskolor, daghem och liknande platser i två veckor.  Virtuell (online) skolgång användes till viss del.  Kommunerna inrättar begränsad barnomsorg för barn där föräldrarna inte kunde stanna hemma och ta hand om dem. På grund av äldres sårbarhet för COVID-19 rekommenderades det starkt att morföräldrar inte skulle ta hand om sina barnbarn. Från och med den 18 mars klockan 10:00 aktiverades ett antal ytterligare restriktioner: det blev olagligt att samla mer än tio personer offentligt, alla köpcentrum och butiker med nära kontakt som frisörer och nattklubbar måste stängas, restauranger kan bara servera take-away och andra företag måste se till att det finns tillräckligt med utrymme mellan kunderna. Till skillnad från tidigare begränsningar av antalet personer som fick samlas var de nya restriktionerna inte bara en rekommendation, och att bryta mot de nya restriktionerna var förenat med böter på 1500 danska kronor. I slutet av mars erkände myndigheterna att begränsningsstrategin delvis hade fungerat, men hade varit mindre framgångsrik än masstestningen i Kina och Sydkorea.

### Stängning av gränser
Det danska utrikesministeriet ändrade sina reseriktlinjer flera gånger under COVID-19-pandemin. Under toppen av utbrottet på det kinesiska fastlandet, Iran, regionerna Aostadalen, Emilia-Romagna, Lombardiet, Marche, Piemonte och Veneto i Italien, Ischgl i Tyrolen i Österrike och San Marino, avråddes alla resor till dessa platser. Sedan under smittoppen avråddes från resor till resten av Italien, resten av Tyrolen i Österrike, Madrid, Baskien och La Rioja i Spanien, delar av Tyskland, delar av Frankrike, delar av Schweiz och Daegu City och North Gyeongsang-provinsen i Sydkorea. Den 13 mars avråddes alla icke nödvändiga resor till resten av världen på grund av spridningen av utbrottet, restriktioner som införts för utländska besökare, deras hälso- och sjukvårdssystems förmåga att hantera ett större utbrott eller andra orsaker som indirekt är relaterade till covid-19-pandemin. Den 13 mars rekommenderade myndigheterna att alla danskar som befann sig utomlands (utom danskar som bor utomlands) skulle återvända till Danmark så snart som möjligt.  Samma dag meddelade statsminister Frederiksen att gränsen skulle stängas från och med kl. 14 för den 12 mars 2020. Alla personer som inte hade ett giltigt skäl att komma in i landet hindrades från att komma in i landet. Även flyg-, färje- och tågtrafiken har begränsats. Vid landets gränser sattes den danska armén in för att stödja polisen. Rörligheten för varor och pendlare begränsades inte juridiskt av gränsstängningen.Från 14 mars till 13 april stängdes alla danska gränser, med undantag endast för godstransporter, personer med en viktig anledning att besöka, utlänningar som lämnar Danmark och danskar och personer med uppehållstillstånd som återvänder till Danmark. Den 6 maj 2020 uppgav Frederiksen att öppnandet av gränserna inte var en prioriterat. Ledaren för konservativa Venstre, Jakob Ellemann-Jensen, efterlyste däremot en plan för att öppna gränserna så att turistnäringen och besöksnäringen skulle kunna återhämta sig.
Den 29 maj 2020 meddelade regeringen att norrmän, tyskar och islänningar skulle tillåtas resa in i landet igen från och med den 15 juni. Turister var tvungna att kunna bevisa att de hade bokat minst sex nätter utanför Köpenhamn. Samtidigt slopades resevarningarna för danska medborgare för resor till Island, Norge och Tyskland.  Detta följdes den 18 juni  av tillkännagivandet att även personer bosatta i EU, Schengenområdet och Storbritannien från och med den 20 juni 2020 skulle tillåtas resa in i landet. Danskarna tilläts också att resa till dessa länder. Länder med fler än 100 smittade per 100 000 invånare undantogs från de två reglerna. Den 14 augusti 2020 beslutade Folketingets riksdag att sexdagarsregeln skulle avskaffas och att turister även skulle få resa till landet igen under kortare perioder. Under oktober månad 2020 utfärdades resevarningar för invånarna i Danmark för fler och fler länder.  Den 22 oktober 2020 stängdes den danska gränsen återigen för tyska turister. De enda undantagen var invånare i Schleswig-Holstein och personer som äger ett fritidshus i Danmark.

### Rättvisa och åtgärdernas varaktighet
Inger Støjberg, rättspolitisk talesperson för Venstre, föreslog en lag som skulle göra det lättare att bestraffa brott i samband med covid-19-pandemin. Det gör det möjligt att fördubbla straffet, i vissa fall till och med fyrdubbla. Lagen ska tillämpas både vid bedrägerier i samband med utbetalning av statligt stöd och vid stölder av till exempel desinfektionsmedel eller munskydd. Stöld från sjukhus bör resultera i fängelsestraff på mellan 10 och 30 dagar. Frederiksen I:s regering, liksom de flesta av de partier som är representerade i Folketinget, stödde detta förslag. Det var bara Radikale Venstre-partiet som uttalade sig mot det i början.
Den 30 mars 2020 meddelade statsminister Mette Frederiksen att de åtgärder för att bromsa det offentliga livet som föreskrivs senast den 13 april nu ska lättas gradvis och på ett kontrollerat sätt. Förutsättningen för detta var att antalet fall utvecklades positivt. Dessförinnan hade det funnits tecken på en stabilisering av smittspridningen, varför även det danska centralinstitutet för hälsoforskning, Statens Serum Institut (SSI), ansåg att detta tillvägagångssätt var möjligt.

### Danmark minskar restriktionerna och ändrar riktlinjer
Den 6 april 2020 tillkännagav statsminister Mette Frederiksen att en första fas av att åter öppna Danmark skulle inledas. Daghem och förskolor skulle öppnas igen den 15 april och att folkeskole skulle öppnas igen för elever i årskurs 1–6. Slutproven för elever i årskurs 9 ställdes in. De övriga åtgärderna förlängdes till den 10 maj 2020, vilket innebar att universitet, kyrkor och köpcentrum förblev stängda.  Restauranger, kaféer och frisörer skulle förbli stängda fram till den 10 maj 2020, och större sammankomster var fortsatt förbjudna fram till september 2020. Den 14 april 2020 uppgav Frederiksen att begränsningen av infektioner fungerade bättre än väntat. Därför är det möjligt att öppna upp landet snabbare än vad som ursprungligen planerades.  Den 16 april 2020 meddelade regeringen att parterna hade kommit överens om att tillåta frisörer, massörer, körskolor och domstolar att återgå till sin verksamhet som vanligt. Tillstånd för restauranger och kaféer diskuterades också, men Statens Serum Institut avrådde från det. Den 7 maj 2020 presenterades den andra etappen för att upphäva åtgärderna. Från och med den 11 maj tilläts köpcentrum att öppna igen, och från och med den 18 maj tilläts restauranger och kaféer att öppna igen. Elever i klasserna upp till 10:e klass öppnades för undervisning i skolorna.
Den 10 april ändrade hälsomyndigheten sin riktlinjer. Risken att asymptomatiska personer kan överföra sjukdomen ändrades från mycket liten till betydande. Arbetstagare på ett äldreboende hade tidigare ombetts att fortsätta arbeta trots att de hade haft kontakter med sjuka personer. Detta på grund av den danska hälsomyndighetens riktlinjer som stred mot andra experters råd.
Den 21 april 2020 meddelades att sammankomster med fler än 500 personer skulle förbli förbjudna åtminstone fram till den 1 september 2020. Förbudet mot sammankomster med fler än 10 personer gällde till en början fram till den 10 maj 2020. Den 6 augusti meddelade hälsoministeriet att taket för evenemang inte skulle höjas till 200 och skulle förbli 100 på grund av stigande infektionsnivåer över hela landet. Från och med den 26 augusti minskades antalet också till 50 i privata utrymmen, till följd av längre smittkedjor från större evenemang. Från och med den 26 oktober 2020 fick inte fler än tio personer samlas på en plats. Tidigare var gränsen 50 personer. Dessutom får kiosker och stormarknader inte sälja alkohol efter klockan 22. I april 2021, efter införandet av Covidpass, började åtgärderna gradvis lättas. I juni 2021 togs till exempel kravet på munskydd bort och den 10 september 2021 hävdes alla restriktioner.

### Danmark satsar på masstestning
Den 12 maj 2020 tillkännagav statsminister Mette Frederiksen en offensiv teststrategi för att stärka kontaktspårningen. Den nationella teststrategin byggde på tre viktiga delar: testning, smittspårning och isolering.  Den nya teststrategin var offensivare med bredare testning av både symptomatiska och asymptomatiska individer. Den nya teststrategin ålade också kommunerna att tillhandahålla feriebostäder, hotell eller liknande, som bostäder vid självisolering. Som ett led i den nya offensiva teststrategin presenterade statsministern en ny myndighet. Byrån organiserades under justitieministeriet. Justitiedepartementet sade att erfarenheterna i Danmark visar att det finns ett behov av en konsekvent och tvärgående samordning och stöd till olika statliga insatser för att bland annat säkra tillgången på samhällskritisk infrastruktur. Genomförandet av den nya offensiva teststrategin, fler upptäckta fall av infektion och bättre  självisolering kräver stöd för försörjningstryggheten och praktisk drift av samhällsfunktioner. Hälso- och sjukvårdsmyndigheterna behövde främst fokusera på hälso- och sjukvårdens kärnuppgifter.  Byrån förväntasde vara fullt operativ i augusti 2020. I augusti blir munskydd/ansiktsvisir blir obligatoriskt i kollektivtrafiken och det utvidgas i oktober till de flesta offentliga platser. I Danmark hade man i september genomfört ungefär 2 650 000 test, varav 0,66 procent hade visat positivt svar, medan Sverige har genomfört ungefär 1 124 000 test varav 7,5 procent har visat på covid-19, enligt kanalen. Att Sverige hade mer än fem procent av provsvaren positiva tydde på att Sverige testade för få personer. Statistiken i september 2020 visade att spridningen av covid-19 var större i Danmark och Norge, åtminstone hade de fler registrerade smittade per miljon invånare än Sverige. Danmark hade 20.89 smittade per miljon invånare att jämföra med Sveriges 13.20 fall. Men det kan ha varit skenbart till följd av en lägre testning i Sverige.

## Minkskandalen
Den 4 november 2020 meddelades att alla minkar i hela landet skulle avlivas på grund av rapporter om att ett muterat covidvirus kunde överfördes från mink till människor via minkfarmer. 12 smittade hade upptäckts i norra Jylland. Medan SSI, Statens Serum Institut menade att denna mutation inte var farligare än andra coronavirus, varnade chefen på SSI Kåre Mølbak för att mutationen kunde påverka effektiviteten av COVID-19-vacciner. Den 5 november meddelades att en ny nedstängning och rörelsebegränsningar skulle genomföras i sju kommuner i Nordjylland från den 6 november.
Det visade sig att det saknades laglig grund för detta beslut. Först den 21 december 2020 antas en lag som ger rättslig grund för avlivning av minkarna. Då hade nästan alla minkar i Danmark redan avlivats. Under våren 2021 tillsattes en minkkommission för att klarhet i beslutet om minkarna. Kommissionen var ett resultat av påtryckningar från den borgerliga oppositionen. Den viktigaste frågan var om statsministern eller flera inom regeringen kände att beslutet var olagligt. Minkkommissionen samlade in mer än en miljon dokument och mejl för att klargöra vad som hände. Man intervjuade också de viktigaste personerna som deltog i beslutet.

## Covid 19 pandemin under 2021 i Danmark

### Januari till mars
Den 16 januari 2021 upptäcktes den sydafrikanska COVID-varianten 501.V2 först i Danmark. Hälsominister Magnus Heunicke meddelade den 16 februari 2021 att spridningen av VOC-202012/01-varianten skulle avgöra i vilka kommuner de införda åtgärderna kunde lindras. Den 24 februari 2021 tillkännagavs att delar av åtgärderna skulle upphöra att gälla den 1 mars 2021. Bland annat fick möbel- och skobutiker med mindre än 5 000 m² utrymme öppna igen. I Nord- och Västjylland hade kraftigare lättnader aviserats. Där ska undervisning tillåtas i grundskolor med halva klasstorleken.
I februari 2021 registrerades över 10 000 nya infektioner i genomsnitt cirka 360 per dag. Den 4 mars 2021 meddelade statsminister Mette Frederiksen att hon inrättat en forsknings- och utvecklingsfond tillsammans med Israel och Österrike. Andra EU-länder kritiserade detta tillvägagångssätt. Danska oppositionspartier kritiserade bland annat Frederiksens resa till Israel.  I Danmark liksom i andra europeiska länder spreds mer smittsamma varianter av covid-viruset. Den 22 mars 2021 tillkännagav regeringen sin färdplan för att lätta på reglerna och öppna samhället igen. Ett digitalt coronapass infördes, där vaccinationsstatus och senaste test ska noteras. Endast personer som kan visa upp ett negativt test eller vaccination kommer att få tillgång till vissa leverantörer av tjänster. Den 6 april 2021 inleddes den första fasen av avvecklingen av restriktionerna och närundervisning blev åter möjlig för elever upp till åttonde klass. Den 16 april 2021 tillkännagavs ytterligare lättnader av åtgärderna, med verkan från och med 21 april. Till exempel har man fått tillstånd att öppna restauranger igen och ett begränsat antal åskådare har tillåtits vid fotbollsmatcher. För att komma in på arenorna måste Coronapasset visas upp. Som en ytterligare lättnad höjdes gränsen för sammankomster inomhus från fem till tio personer. Planen var att det inte skulle finnas någon övre gräns för hur många som fick närvara vid sammankomster från och med den 1 augusti 2021.

### April till september
Den 12 april har var antalet registrerade fall av COVID-19 237 792 med totalt 2 441 dödsfall. Danska hälsomyndigheten meddelade den 14 april att de slutade använda Oxford AstraZeneca COVID-19-vaccinet på grund av oro för allvarliga biverkningar. Den 29 juni meddelade hälsominister Magnus Heunicke att regeringen hade köpt 1,17 miljoner doser covid-19-vaccin från Rumänien. Regeringen går då också med på att fasa ut kravet på munskydd offentligt. Men kravet att använda munskydd förstärks senare tillsammans med flera andra begränsningar. I slutet av augusti 2021 meddelade hälsoministeriet att covid-19 inte längre ansågs utgöra ett hot mot samhället på grund av den höga vaccinationsgraden och att restriktionerna därför i stort sett skulle hävas från och med den 10 september 2021. Därefter hävdes alla restriktioner den 10 september 2021.

### Oktober till slutet av 2021
Antalet nya infektioner har ökat kraftigt sedan oktober. Den 4 november 2021 rapporterade Statens Serum Institut det högsta dagliga värdet av nya coronainfektioner hittills under 2021. Hälsomyndigheten varnade sedan för en överbelastning av sjukhusen i december 2021 och januari 2022. Covid-19  klassas åter som ett hot mot samhället. Den ännu mer smittsamma omikronvarianten, som har härjat i Europa sedan slutet av november 2021, har dominerat infektionsfrekvensen i Danmark sedan ungefär den tredje veckan i december 2021. Den 10 december återinförs restriktioner. Den 17 december 2021 beslutades att museer, teatrar, biografer, djurparker, nöjesparker och evenemangslokaler skulle vara tvungna att stänga i fyra veckor från och med den 19 december. Restauranger kan hålla öppet till klockan 23, men får inte servera alkohol efter klockan 22. I slutet av 2021 var sjudagarsincidensen i Danmark 2 045 infekterade av 100 000 personer (inom en vecka hade alltså 2 procent av den danska befolkningen smittats). Detta var den högsta COVID-infektionsfrekvensen i Europa (i Tyskland var incidensen samtidigt cirka 220).

## Utvecklingen under januari 2022
Den 21 januari hade 1 319 695 fall bekräftats. Antalet nya registrerade fall når 20-40 tusen fall om dagen under större delen av januari. Trots denna stora smittospridningen belastas inte sjukvården så hårt. Den 1 februari 2022 hävdes de flesta restriktioner i Danmark, och myndigheterna uppgav att viruset inte längre var ett kritiskt hot mot samhället. Sedan november 2021 har upp mot 70 procent av alla vuxna danskar mellan17 och 72 år blivit smittade med  SARS-CoV-2, de flesta av omikronvarianten.

## Danmarks krishantering under Covid-19 pandemin
Då första danska fallet av Covid-19 upptäcktes hade man liksom i Sverige en riskanalys som bedömde spridning av Covid-19 i Danmark som osannolik. Danmark hade inte heller någon insikt i situationen tidigt på våren 2020. Mette Frederiksen samlade regeringens sikkerhedsudvalg. Förutom sikkerhedsudvalgets fasta medlemmar representerades sundhedsministern- och ældreministern och erhvervsministern. Statsministern bjöd även in Sundhedsstyrelsens direktör samt cheferna för de nationella hälsomyndigheterna Statens Serum Institut och Styrelsen for Patientsikkerhed (Folketinget 2021, 175-176). Danmark ville snabbt samordna krishanteringen. Restriktioner och åtgärder byggde i Danmark  på professionella bedömningar och myndigheternas rekommendationer. Utgångspunkten var den aktuella riskvärderingen. Beslut fattas slutgiltigt av regeringen. Införandet av skolstängningar, stängning av kulturinstitutioner, bibliotek, och hemarbete för offentligt anställda som inte var verksamma i nödvändiga samhällssektorer, besöksförbud på sjukhus och vårdhem, förbudet för sammankomster över 100 personer och reserestriktionerna. Åtgärder grundades på en försiktighetsprincip. Danmarks hantering av pandemin liknar Norges mer än Sveriges. Hälsokriser faller främst under Sundhedsministeriets och Ældreministeriets ansvarsområde tillsammans med myndigheterna Sundhedsstyrelsen, Statens Serum Institut och Styrelsen for Patientsikkerhed en speciell roll i pandemin. Det fanns redan utarbetade beredskapsplaner och vägledningar för utbrott av pandemisk influensa. Myndigheterna gav råd till regering och bidrog till beslutsunderlag för pandemiåtgärderna. Den danska regeringen valde under pandemins början en försiktighetsprincip i sin nedstängning. Man planerade  krishanteringen utifrån  värsta scenariot. Sundhedstyrelsens avvek från regeringens främst i motstånd mot nedstängningen av vårdhem, skolor och utbildning. Detta visar regeringens roll som slutgiltig beslutsfattare. Det ekonomiska krispaket som införde i Danmark krävde ändrad lagstiftning.Statsministern genomförde en nödlagstiftning i Folketinget. Regeringen får stöd av Folketinget i sina förslag på krispaket. Danmarks politiska system visar handlingskraft och enighet. Folketinget stötta regeringen i form av enhälliga och snabba godkännanden av förslag. När antalet smittade gick ned under sommaren, öppnades gradvis samhället. Barn fick återvända till skolan. Samtidigt förlängdes gränsstängningarna, reserestriktioner och förbud mot sammankomster. Då smittspridningen återigen ökade skärptes åtgärderna och de kulminerade årsskiftet 2020-2021 med en delvis nedstängning. Danmarks krishantering av pandemin var strategisk rörlig utifrån aktuell smittspridning. Danmark anpassade sig organisatoriskt och juridiskt till krisen. Dansk administrationen kännetecknas i normala tider av självständighet hos ministerier baserat på ansvarprinciper som bygger på skilda ansvarsområden. Den stora samordningen frångick dansk tradition för att effektivisera krishanteringen. Danmark har funktioner i sina institutioner som ger möjlighet till strategisk rörlighet i kriser. Hösten 2020 infördes ett varningssystem för Covid-19 då smittan ökande. Varningssystemet var underlag för de åtgärder som beslutas. Regeringen  övervakade och kontrollerade genom varningssystemet den nationella krishanteringen. För att rädda dansk ekonomi har regeringen betalat mer än 30 miljarder danska kronor i ekonomiska krispaket. De två nedstängningarna gjorde att barn och ungdomar blev hemskickade från skolan. Detta visar också på Danmarks försök till att försäkra en leveranskapacitet i välfärd för barn och unga såväl som deras arbetande föräldrar och därmed också ekonomin.

## Krav på munskydd och appen Smittestopp
Förutom på flygplatser var masker inte obligatoriska i Danmark under lång tid.  Den 31 juli 2020 rekommenderade  Sundhedsstyrelsen  för första gången att ansiktsmask skulle användas i vissa situationer, till exempel vid stora evenemang. Den 22 augusti 2020 infördes ett krav på munskydd rikstäckande i kollektivtrafiken, efter att det redan hade tillämpats sporadiskt i enskilda städer. För perioden 29 oktober 2020–2 januari 2021 hade skyldigheten att använda munskydd utvidgats till att omfatta alla lokaler som är öppna för allmänheten. Tidigare var munskydd inte obligatoriskt i stormarknader, bibliotek och take-away-restauranger. Den 14 juni 2021 slopades maskkravet för alla platser utom i vissa situationer i kollektivtrafiken.
Den 18 juni 2020 gjordes den officiella COVID-19-appen Smittestop tillgänglig för nedladdning. Från början var det planerat att släppa appen redan i april 2020. Vid denna tidpunkt kritiserades dock den centraliserade lagringsmetoden och appens utvecklare svängde till en decentraliserad lösning.

## Sjukvården i Danmark inför Covid 19
I Danmark hade Aalborg universitetssjukhus, Århus universitetssjukhus, Hvidovre sjukhus, Odense universitetssjukhus, Rigshospitalet och Själlands universitetssjukhus i Roskilde sektioner särskilt förberedda för allvarliga fall av COVID-19 som krävde intensiv behandling, vilket också gällde patienter som är äldre eller patienter som redan har existerande sjukdomstillstånd och därför är särskilt sårbara för sjukdomen. Andra sjukhus i regionerna fick utarbeta listor över icke-väsentliga operationer som kunde skjutas upp. Detta skulle göra det möjligt att snabbt omdirigera arbetskraft, utrymme och utrustning till ett utbrott av coronaviruset. Den 11 mars 2020 började de första sjukhusen skjuta upp icke-väsentliga operationer som en förberedelse för framtida fall av COVID-19. I mars gjordes detta på alla sjukhus i hela landet. Inledningsvis utfördes all testning av prover för SARS-CoV-2 vid SSI, men den 25 februari (före det första bekräftade fallet i landet) utvidgades detta till alla sjukhus som också hade sektioner som var redo för behandling av allvarliga fall av COVID-19. I början av mars gjorde andra sjukhus sin första tester. Den 6 mars upprättade Århus universitetssjukhus en testanläggning där en person kan testas utan att behöva lämna sitt fordon, men personer som använde testplatsen måste fortfarande ringa sin personliga läkare eller jourhavande läkare för instruktioner först. Den 10–11 mars införde Aalborg universitetssjukhus, Regionshospital Nordjylland Hjørring och Själlands universitetssjukhus i Roskilde också liknande testanläggningar. Den 11 mars meddelade den danska hälsomyndigheten en strategiändring, vilken innebar att endast personer som är inlagda på sjukhus med allvarliga tecken på andningssjukdom eller andfåddhet kommer att testas för COVID-19-infektion. En konsekvens var att COVID-19-fall i landet blev underrapporterade och möjligheten att spåra smittokedjor försvann till stora delar. Detta ändrades senare när Danmark gick in för masstestning i maj 2020.

## Vaccinationer mot Covid 19 i Danmark
Danmark började vaccinera mot covid-19 den 27 december 2020.  Vaccination i Danmark var kostnadsfri och frivillig.  Den är tillgänglig för alla invånare i Danmark och de från utlandet som vistas mer än 30 dagar i Danmark.  Danmark har en av de högsta nivåerna av COVID-19-vaccination i Europeiska unionen i slutet av september 2021. I april 2022 meddelade Danmark att man avbryter sitt COVID-19-vaccinationsprogram, vilket gör det till det första landet i världen som gör det. Från och med oktober 2022 rekommenderar de danska hälsomyndigheterna en boosterdos till personer som är 50 år och äldre, samt till utvalda riskgrupper. Myndigheterna väntar sig ett ökande antal COVID-19-infektioner under höst- och vintermånaderna.

### Beställda vacciner
| Vaccin             | Godkännande              | Började användas           |
| ------------------ | ------------------------ | -------------------------- |
| Pfizer–BioNTech    | den 21 december 2020     | den 27 december 2020       |
| Moderna            | den 6 januari 2021       | den 12 januari 2021        |
| Oxford-AstraZeneca | den 29 januari 2021      | den 7 februari 2021        |
| Janssen J&J        | den 11 mars 2021         | april 2021                 |
| Novavax            | den 20 december 2021     | Ingen vaccination påbörjad |
| Valneva            | Avvaktar med godkännande | Ingen vaccination påbörjad |
| Sanofi–GSK         | Avvaktar med godkännande | Ingen vaccination påbörjad |

Danmark har använt Pfizer / BioNTechs och Modernas vacciner. Danmark var det första landet i Europa som slutade använda Oxford-AstraZeneca- och Janssen J&J-vacciner genom att ange blodproppar som biverkningar, trots att dessa vacciner godkänts av Europeiska läkemedelsmyndigheten. Från och med maj 2021 blev det möjligt för danska medborgare att välja att ta  något av dessa vacciner, även om dessa vacciner inte då ingick i det danska vaccinationsprogrammet.

## Vaccineringar 2021
Prioritetsordningen för vaccinationer i Danmark och tiden för administrering av vaccin för varje prioriterad grupp bestämdes av en vaccinkalender i Danmark.  De 10 målgrupperna i fallande prioritetsordning var följande:
1. Boende på vårdhem.
2. Personer över 65 år som får både personlig omvårdnad och praktisk hjälp.
3. Personer över 85 år.
4. Hälso- och sjukvårdspersonal, äldreomsorgspersonal och andra som identifieras vara i riskzonen för infektion eller utför en kritisk funktion i samhället.
5. Personer med redan existerande tillstånd som har signifikant högre risk för allvarlig sjukdom från COVID-19.
6. Anhöriga till individer eller vårdgivare som löper ökad risk för allvarlig sjukdom från COVID-19.
7. Åldersgrupp 80–84 år.
8. Åldersgrupp 75–79 år.
9. Åldersgrupp 65–74 år.
10. Andra åldersgrupper.

I Danmark vars befolkning uppgick till 5 831 404 2020, var omkring 4,8 miljoner vaccinerade och över 3,6 miljoner människor hade tagit en boosterdos. Många danskar smittades också av  omikronvarianten. Den danska Lægemiddelstyrelsen menar att  befolkningens immunitetsskydd är högt. Detta är orsaken till att vaccinationsprogrammet för alla medborgare avvecklas i Danmark. Från och med juni 2021 erbjuds inte barn yngre än 12 år och gravida kvinnor vaccination i Danmark.  Från och med september 2022 rekommenderas inte längre ett boosterdos för personer under 50 år. Barn och ungdomar blir sällan allvarligt sjuka av Omikron-varianten av covid-19. Från och med den 1 juli 2022 var det inte längre möjligt för barn och ungdomar under 18 år att få den första injektionen och från och med den 1 september 2022 var det inte längre möjligt för dem att få den andra injektionen. Ett mycket begränsat antal barn med särskilt högre risk att bli allvarligt sjuka kommer fortfarande att erbjudas vaccination baserat på en individuell bedömning av en läkare.

## Statistik

Bekräftade smittade i Danmark enligt WHO:s data. Överst totalt och nederst dagsvärde

Bekräftade dödsfall i Danmark enligt WHO:s data, Överst totalt, nederst dagsvärden

## Pandemins utveckling i antal smittade och avlidna i Danmark
När Danmarks första nedstängning sattes i verket den 13 mars var situationen som följer:
Den dagliga rapporten som publicerades av SSI omfattade totalt 785 bekräftade fall i Danmark på morgonen den 13 mars 2020 (16 ytterligare fall bekräftades senare under dagen och är inte inkluderade).Av dessa rapporterades att 67,8% var män och 32,2% kvinnor. Åldersmässigt var 10 smittade 0–9 år, 30 var 10–19 år, 134 var 20–29 år, 135 var 30–39 år, 253 var 40–49 år, 159 var 50–59 år, 50 var 60–69 år, 5 var 70–79 år, 7 var 80–89 år, och 2 var 90+ år gamla. När det gäller smittans ursprung hade 265 smittats i Österrike, 60 i Italien, 2 i Tyskland, 1 vardera i Iran, Nederländerna, Spanien och USA, och 158 hade smittats i Danmark, medan uppgifter om smittkälla saknades för de återstående (långt över hälften av dem var smittade utomlands). När det gäller bosättning bodde 324 i huvudstadsregionen (160 i Köpenhamn, 79 i Köpenhamns omland, 85 i norra Själland, ingen på Bornholm), 103 i Region Själland (53 i västra och södra Själland, 50 i östra), 130 i Region Syddanmark (50 i Fyn, 80 i södra Jylland), 175 i Region Midtjylland (154 i Östjylland, 21 i väst) och 47 i Nordjylland, medan de återstående 6 för närvarande vistas i Danmark men bor utomlands. Detta var ju ingen katastrofsituation men att smittan fördubblats snabbt under de senaste dagarna fick regeringen att besluta sig för kraftfulla åtgärder. Orsakerna till denna reaktion beskriva ovan som en följd av en tillämpad försiktighetsprincip.

## Sammanfattning
Som ses i diagrammen ovan syns knappt smittspridningen under första vågen vilket delvis är en felaktig bild då testningen var låg och testningen omfattade mest svårare sjuka. Andravågen i Danmark syns som en liten tagg i diagrammet och det är först när smittspridningen tar fart i november 2021 som den stora smittvågen orsakad av omikronvarianten gör att antalet smittade ökar från under en halv miljon till över 3 miljoner det vill säga att under denna smittovåg blir omkring halva den danska befolkningen smittad av Covid-19. Diagrammet nedan visar antalet avlidna i Danmark. Här syn topparna mycket tydligare. Första vågen orsakade färre än 1000 dödsfall. Andra vågen vid årsskiftet 2021 till 2022 var kraftigare och totala antalet döda ökade till 2400 det vill säga att den krävde omkring 1800 dödsoffer i Danmark. Efter en lugn sommar började smittspridningen öka i november december 2022 och nu nådde smittspridningen sina högsta höjder. Den danska befolkningen var vaccinerad till stora delar men ändå ökar antalet döda i Covid 19 till omkring 6500 under denna tredje våg. Den kräver alltså drygt 4000 offer vilket är en relativt hög siffra. Sveriges med lite över 6000 döda i första vågen 2020 var lägre sett till att befolkningen i Sverige är nästan dubbelt så stor som den danska. De danska myndigheterna hade under vintern 2021 förstått att även med en hög smittspridning orsakade inte Covid 19 en så stor belastning för sjukvården då befolkningen var vaccinerad och omikronvarianten orsakade lindrigare sjukdom. Samhället riskerade inte längre att sjukvården resurser allvarligt överbelastades och därför tillämpades inga nyare strängare åtgärder i denna situation av de danska myndigheterna. Sjukdomen fortsatte att orsaka dödsfall under hela 2022 i en inte obetydlig omfattning. Från sommarens början 2022 till årsskiftet 2022/2023 dog över 1000 personer i sjukdomen.